# Ljuba Prenner
Ljuba Prenner (Fara, 19 de junho de 1906 – Liubliana, 15 de setembro de 1977) foi um advogado e escritor esloveno, ativo no período entreguerras. Prenner foi designado como mulher ao nascer, mas desde muito jovem foi identificado como homem e começou a fazer a transição para uma aparência masculina quando adolescente. A família de Prenner não era rica e se mudava com frequência durante sua infância, antes de se estabelecer em Slovenj Gradec. Por falta de recursos, Prenner trabalhava com frequência e precisava mudar de escola. Apesar dessas dificuldades, ele se formou no ensino secundário em 1930 e imediatamente entrou para a faculdade de direito na Universidade do Rei Alexandre I. Ele começou a publicar nessa época e ganhava a vida dando aulas particulares para outros alunos e vendendo seus escritos. Ele publicou vários contos e romances, incluindo a primeira história policial eslovena.
Concluindo seu doutorado em 1941, Prenner abriu um escritório de advocacia e ganhou reputação por defender presos políticos e acusados de crimes contra o Estado. Agora vivendo como homem, seu comportamento combativo no tribunal e seu forte senso de independência judicial o levaram a ser preso diversas vezes pelo regime comunista. Depois de ser expulso da Associação de Escritores Eslovenos, ele não conseguiu publicar até pouco antes de sua morte. Prenner foi libertado da prisão em 1950 e iniciou uma campanha para ter sua licença de advogado restaurada. A partir de 1954, ele foi autorizado a exercer advocacia novamente e ficou conhecido por raramente perder um caso. Em 1968, ele foi convidado para fazer o discurso nas comemorações do centenário da Ordem dos Advogados e, em 1970, foi nomeado intérprete permanente de língua alemã para a Eslovênia.
Prenner morreu de câncer de mama em 1977. Mudanças nas convenções sociais e celebrações do centésimo aniversário de seu nascimento levaram a um reexame de sua vida em biografias e documentários, bem como à publicação de alguns de seus romances autobiográficos inéditos.

## Primeiros anos e educação (1906–1930)
Filha de Marija Čerče e Josef Prenner, Ljuba Prenner nasceu em 19 de junho de 1906 em Fara, perto de Prevalje, na província eslovena de Caríntia, Áustria-Hungria, cujo nome completo de Amalia Marija Ursula Prenner. Seu pai era um carpinteiro e armeiro alemão de Kočevje. Sua mãe era eslovena, filha de um enólogo e de um sapateiro. Embora seu pai não fosse fluente em língua eslovena e sua mãe não falasse alemão, Prenner falava ambas as línguas desde muito jovem. Ele descartou seu nome de batismo e adotou o nome Ljuba, um nome com formas variadas usado tanto para homens quanto para mulheres em várias línguas eslavas, assim que reconheceu sua capacidade de pensar de forma independente. Ele tinha uma irmã mais nova, Josipina, e um meio-irmão mais velho, Ivan Čerče, um filho ilegítimo concebido antes de sua mãe se casar.
A família de Prenner não era rica e se mudava com frequência por causa do trabalho do pai. Ele concluiu o primeiro ano em Ruše, para onde a família se mudou em 1910, e os três anos seguintes em Slovenj Gradec. A educação era proibida à maioria das mulheres naquela época, pois os valores cristãos tradicionais exigiam que elas fossem subordinadas e confinadas à esfera doméstica. As escolas secundárias não admitiam meninas e era necessária uma educação universitária para se obter um diploma do ensino secundário. No final da Primeira Guerra Mundial, a Eslovênia tornou-se parte do recém-criado Reino dos Sérvios, Croatas e Eslovenos. As mulheres criaram organizações e exigiram igualdade no novo país, incluindo o direito de votar, ganhar a vida e ter acesso à educação. Foi somente em 1929 que o ensino obrigatório misto para oito anos foi promulgado no país, que naquele ano se tornou o Reino da Iugoslávia. 1929 foi também o primeiro ano em que as mulheres foram autorizadas a participar na profissão jurídica na Eslovênia.
Em 1919, Prenner matriculou-se no Ginásio Estadual privado de Ptuj e conseguiu terminar três anos antes que a falta de fundos o obrigasse a voltar para casa. Ele estudou o quarto ano em particular em Celje e depois retornou a Ptuj para fazer o exame para certificar a conclusão do grau. Quando adolescente, Prenner começou a cortar o cabelo curto e começou a mudar sua aparência de feminina para masculina. Ele também começou a frequentar eventos teatrais e noites literárias que o expuseram à cultura eslovena e lhe despertaram o desejo de continuar seus estudos. Sem dinheiro, ele conseguiu um emprego como digitador em um escritório de advocacia em Slovenj Gradec, aumentando suas economias para os próximos dois anos. Ele então se mudou para Belgrado e se matriculou no Primeiro Realgymnasium Feminino. Ele completou o quinto e o sexto ano do ensino secundário lá, enquanto trabalhava como atendente de hospital e balconista de uma empresa de encanamento. Depois de esgotar suas economias, ele voltou para casa e completou os dois anos restantes do ensino secundário por meio de estudos particulares. Em 1930, ele foi aprovado no exame de matrícula Matura no Liceu de Liubliana, tendo comprovado proficiência em inglês, francês, alemão e italiano.

## Estudos universitários e início da carreira literária (1929–1939)

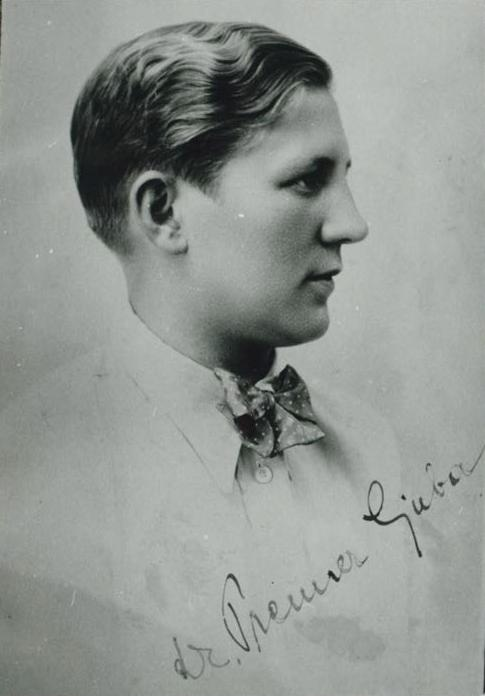
Prenner em 1933

Prenner matriculou-se imediatamente na faculdade de direito na Universidade Rei Alexandre I. Embora tenha sido tutor de muitos dos seus colegas, foi reprovado em quase todos os exames à primeira tentativa, enquanto os que ensinou passaram. Ele levou seis anos para obter seu diploma de Direito devido às práticas discriminatórias que encontrou e à sua necessidade de trabalhar. Além de dar aulas particulares, ele publicou contos para ganhar dinheiro. Entre 1936 e 1937, ele completou seu estágio jurídico com Josip Lavrič em Slovenj Gradec e depois mudou-se para Liubliana para facilitar os estudos para um doutorado.
Apesar de estudar para se tornar advogado, Prenner esperava se tornar escritor. Seus contos como Trojica (1929) e Življenje za hrbtom (1936), e romances como Pohorska vigred v časopisu Jutro (1930–1931) e Mejniki ali kronika malega sveta v reviji Ženski svet (1936–1938), evitaram o modelo de realismo socialista predominante, então popular para obras literárias. Em vez de um texto ideologicamente orientado, as obras de Prenner foram caracterizadas pela capacidade humana de se adaptar à vida com fé, humor e ironia. Ele escreveu muitas comédias situacionais usando sátira e humor. Quase todas essas obras se passam em uma pequena cidade, apresentam um advogado e contêm elementos autobiográficos com um protagonista tipicamente masculino. Esses esforços literários foram julgados como entretenimentos leves e não como esforços literários sérios. Como resultado, a maioria de suas obras nunca foi publicada. Em 1939, ele publicou o primeiro romance policial na Eslovênia, Neznani storilec (O Perpetrador Desconhecido). Naquele ano, ele foi escolhido como membro da Associação de Escritores Eslovenos.
Prenner trabalhou em dois escritórios de advocacia diferentes e concluiu seus estudos de pós-graduação em 1941. Naquele ano, a Iugoslávia foi invadida pelas potências do Eixo, Bulgária, Alemanha, Hungria e Itália, que dividiram o país. A Eslovênia foi dividida ao meio, com a Itália a ficar com a parte ocidental e a Alemanha a ficar com a parte oriental. No ano seguinte, ele foi aprovado no exame da Ordem dos Advogados. O fato de ter nascido na atual metade da Eslovênia controlada pelos alemães teria impedido as autoridades italianas de lhe concederem uma licença para exercer a profissão no seu território, que incluía Liubliana. Aproveitando o fato de que o nome de seu local de nascimento não era único, Prenner solicitou uma licença e deu Fara como seu local de nascimento sem especificar sua localização e os italianos presumiram que era o Fara que eles controlavam em Kočevje e emitiram-lhe uma licença.

## Carreira jurídica, ativismo e prisão (1939–1954)

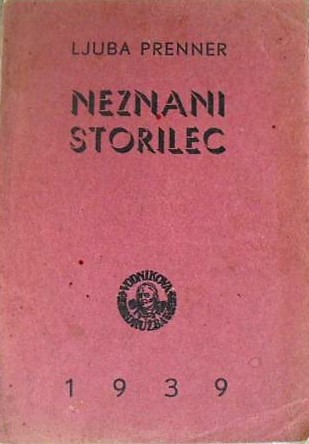
Neznani storilec (O Perpetrador Desconhecido), primeiro romance policial esloveno, de Ljuba Prenner

Agora vivendo cada vez mais como homem, durante seus estudos de doutorado, Prenner se juntou à Osvobodilna fronta (Frente de Libertação, OF), um movimento de resistência civil antifascista. Seu apartamento era usado para reuniões e como caixa de depósito para comunicados partidários. Ele abrigou colegas que precisavam de abrigo por uma noite e forneceu aconselhamento jurídico ou defesa a detidos e prisioneiros. Como ele se recusou a aderir ao partido comunista por causa dos seus métodos e não da sua ideologia, os líderes do partido começaram a observá-lo como um potencial oponente. Prenner abriu um escritório de advocacia particular em 1943, e ganhou reputação por seu trabalho durante a guerra com prisioneiros políticos. Em um esquema, ele apresentou documentos falsos às autoridades alegando que os julgamentos dos tribunais italianos eram inválidos depois que a Itália capitulou aos Aliados. Ele garantiu a liberdade de muitos eslovenos antes que os alemães percebessem seu erro e o prendessem em 1944. Ele escapou da prisão, mas teve que pagar uma grande multa.
Quando a guerra terminou, Prenner foi um dos 13 advogados autorizados a continuar a exercer a advocacia pelo governo comunista. Em 1946, ele foi designado para representar o partidário Tončko Vidic, que havia sido condenado à morte por traição. Prenner achou que a condenação foi baseada em evidências frágeis e encontrou testemunhas que conseguiram provar que as acusações eram falsas. Ele exigiu um novo julgamento, o que garantiu a absolvição de seu cliente. Após o julgamento, ele e o promotor, cujo caso fraco ele havia exposto, envolveram-se em uma altercação física, que resultou na multa de Prenner pelo tribunal disciplinar. Tornou-se conhecido como um advogado que raramente perdia um caso, usando uma determinação inabalável e perspicácia jurídica. Entre aqueles que ele representou e que foram acusados de colaborar com as autoridades de ocupação italianas estavam Juro Adlešič, ex-prefeito de Liubliana; o dono do cinema em Liubliana; e eslovenos que participaram com Draža Mihailović na resistência durante a guerra.
Prenner representava aqueles acusados de crimes contra o Estado ou propriedade do Estado, recusando-se a representar clientes que ele não considerava injustamente acusados. Ele acreditava que o judiciário deveria manter sua independência do governo e não ser influenciado pela política. Isto levou frequentemente a confrontos com aqueles que viam os tribunais como um executor do regime comunista. Em 1947, o jornal comunista Slovenski poročevalec publicou um artigo criticando fortemente Prenner. Alegou que ele prejudicou a reputação e a autoridade dos promotores, do sistema judicial, da Administração de Segurança do Estado e do governo ao menosprezar indevidamente o desempenho dos funcionários. Ele foi preso e passou um mês e meio em uma prisão preventiva localizada na Miklošičeva cesta (Rua Miklosich). Enquanto estava na prisão, ele compôs o libreto Slovo od mladosti (Adeus à Juventude).
Embora a comédia de Prenner, Veliki mož (O Grande Homem), tenha sido encenada com sucesso em 1943 no Teatro Dramático de Liubliana, em 1947 ela foi atacada pelos censores literários e ele foi expulso da Associação de Escritores. Não lhe foi permitido publicar novamente até 1976. Libertado da prisão no outono de 1947, ele começou a trabalhar meio período no Instituto da Língua Eslovena, parte da Academia Eslovena de Ciências e Artes, aconselhando sobre conceitos jurídicos para o dicionário da língua eslovena. Ele foi preso pela Administração de Segurança do Estado em 1949 e voltou para a prisão em Miklošičeva cesta. Oficialmente, ele nunca foi acusado de nenhum crime e manteve seu emprego até 1952. Ele foi transferido da prisão preventiva para o Campo Feminino de Ferdreng e obrigado a trabalhar na pedreira. Para manter o seu ânimo e o dos outros presos, Prenner escreveu o artigo humorístico Prošnja za novo stranišče (Pedido de um novo banheiro), enfatizando a inadequação de três banheiros para 300 prisioneiros. Ele ajudou os outros prisioneiros apresentando queixas sobre a má alimentação e agressões sexuais, o que muitas vezes lhe valeu pena de prisão solitária.
Depois que uma nova queixa foi feita contra Prenner no final de 1949, ele foi transferido para a Prisão do Tribunal Distrital de Liubliana, mas quando as acusações foram retiradas, ele foi enviado para a prisão feminina no castelo de Brestanica. Em janeiro de 1950, ele foi novamente transferido e preso no castelo de Škofja Loka, onde escreveu a peça Vasovalci . Ele foi libertado sem receber nenhuma acusação ou perdão em maio de 1950, mas não tinha emprego para retornar, pois sua licença de advogado havia sido revogada. Inicialmente, ele viveu em Rožna Dolina, com sua parceira de longa data, Slavica Jelenc, que era professora de matemática. Quando seu cunhado Josip Šerbec morreu, Prenner mudou-se para Bežigrad, onde sua irmã morava. Incapaz de vender seus escritos, ele cuidou da família, ajudou os sobrinhos que eram estudantes de direito e trabalhou como escriturário em um escritório de advocacia. Incapaz de ganhar dinheiro suficiente para sustentar a família, ele e sua irmã venderam a casa de seus pais em Slovenj Gradec, que haviam herdado após a morte de seus pais em 1945.

## Últimos anos (1954–1976)

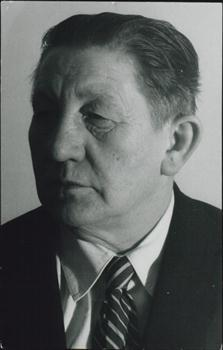
Prenner em 1967

Após ter sido impedido de trabalhar como advogado durante sete anos após uma longa campanha de cartas enviadas a vários funcionários e organizações, Prenner recuperou sua licença em 1954. Naquele ano, ele esperava reviver sua carreira literária. Seu libreto Slovo od mladosti foi encenado pelo compositor Danilo Švara na Ópera de Liubliana. Recebeu críticas pouco entusiasmadas, fechando as portas para suas ambições literárias. Prenner reabriu um consultório e contratou seus sobrinhos, Vojmil e Smiljan Šerbec como estagiários. Mais uma vez ele se tornou um advogado cobiçado no tribunal criminal. Embora altamente qualificado, a natureza combativa de Prenner no tribunal fez com que ele fosse levado perante a comissão disciplinar da Ordem dos Advogados várias outras vezes na década de 1960. Ele também se tornou popular entre personalidades consideradas controversas pelas autoridades comunistas, como Lili Novy e Anton Vovk. Božidar Jakac pintou vários retratos de Prenner.
Embora não apoiasse o regime comunista iugoslavo, Prenner reconheceu que, depois que os comunistas tomaram o poder, ele pôde se vestir como quisesse. Normalmente, ele vestia um terno masculino, com camisa branca e gravata, e carregava uma pasta. Em público, ele sempre usou linguagem feminina para se referir a si mesmo, mas em particular, seus amigos e familiares o reconheciam como um homem. Com suas obras literárias, Prenner foi capaz de "ganhar vida como homem". Ele foi pragmático sobre a situação e foi amplamente citado por ter se apresentado dizendo: "Eu sou o Dr. Ljuba Prenner, nem homem nem mulher". Ele também escreveu uma carta a um colega explicando que sua aparência tornava sua vida como advogado mais simples; embora reconhecesse que não era um homem, ele se sentia mais confortável tendo a liberdade de ser quem sentia que era.
Prenner não fez nenhum esforço para esconder sua orientação sexual e seu pai aceitou sua identidade de gênero, embora sua mãe não aprovasse. Na infância, Prenner conheceu Štefka Vrhnjak, que mais tarde se tornaria professora e diretora em Sela, perto de Slovenj Gradec. Embora tivesse outros relacionamentos, Vrhnjak era o grande amor de Prenner e quando ela morreu em 1960, Prenner conheceu Marija Krenker no funeral. Krenker era sobrinha de Vrhnjak e viúva que administrava uma pousada para sustentar suas quatro filhas. A família Bučinek, que incluía a atriz Jerica Mrzel, forneceu apoio a Prenner enquanto ele se tornava uma figura paterna para as meninas. Em 1966, ele se mudou para Šmiklavž e, com o incentivo de Krenker, começou a tentar escrever suas memórias. Ele queria se aposentar, mas as autoridades alegaram que ele não havia cumprido os anos de serviço exigidos, uma vez que os anos passados escrevendo e na prisão não foram reconhecidos.
Em 1967, a comédia de Prenner, Gordijski vozel (Nó Górdio) foi ao ar na estação italiana Radio Trst A, mas ele ainda não conseguiu publicar na Eslovênia. Com base em sua reputação, ele foi convidado em 1968 para fazer o discurso do centenário das comemorações da Ordem dos Advogados. Sua apresentação foi Odvetnik v slovenski literaturi (O Advogado na Literatura Eslovena). Em 1970, foi nomeado intérprete permanente do tribunal de língua alemã para a Eslovénia, mas nessa altura começou a ter problemas de saúde, incluindo diabetes. Ele encerrou suas atividades em 1975 e seu sobrinho Vojmil assumiu o escritório de advocacia. Em 1976, sem que ele tivesse procurado aceitação, a Associação de Escritores Eslovenos o readmitiu como membro e lhe concedeu uma pequena pensão com base em suas contribuições literárias de 1929.

## Morte e legado
Prenner morreu em 15 de setembro de 1977 no hospital em Zaloška Road, em Liubliana, de câncer de mama. Ele foi enterrado ao lado de seus pais no cemitério em Stari Trg. Prenner foi reconhecido durante muitos anos como uma mulher que escolheu afirmar a sua agência numa época em que a maioria das mulheres não tinha permissão para tal, mas raramente foi reconhecida na Eslovénia como uma lésbica masculina ou um homem transgênero. Uma biografia intitulada Odvetnica in pisateljica Ljuba Prenner (Advogada e escritora Ljuba Prenner) publicada em 2000 "ignorou completamente a sexualidade [de Prenner]". Camuflar a orientação sexual de sujeitos biográficos era comum ao longo do século XX na Eslovénia, mas no século XXI uma maior abertura na sociedade permitiu uma apresentação mais equilibrada da vida de Prenner, incluindo a exploração de Prenner da cirurgia de redesignação sexual e alguns estudos chamam Prenner transgênero.
Prenner é lembrado por seu espírito independente, conhecimento jurídico e obras escritas. Em 2000, a biografia de Prenner foi publicada pela Nova Revija, com base em entrevistas com conhecidos e ele foi incluído na publicação de 2007 intitulado Pozabljena polovica: portreti žensk 19. in 20. stoletja na Slovenskem (A Metade Esquecida: Retratos de Mulheres dos Séculos XIX e XX na Eslovênia). Outras obras literárias e científicas avaliaram o lugar de Prenner na história eslovena desde a dissolução da Iugoslávia. Há um salão memorial dedicado à memória de Prenner no Museu Provincial da Caríntia, que abriga seus papéis e artefatos. No centenário do seu nascimento, o realizador Boris Jurjaševič estreou um documentário biográfico Dober človek: Ljuba Prenner (O Bom Homem: Ljuba Prenner).
Mrzel, que é o guardião literário do espólio de Prenner, providenciou a publicação de algumas das obras inéditas de Prenner. Bruc: roman neznanega slovenskega študenta (Calouro: o romance de um estudante esloveno desconhecido) foi publicado em 2006. Ele se concentra nas experiências de um jovem que se esforça para obter educação no ambiente social do período entreguerras. Ele explora os papéis de gênero e os limites que o gênero impõe à capacidade de alguém de se envolver na sociedade, e evidencia a crença de Prenner de que a identidade sexual é fluida. Suas memórias, Moji Spomini, iniciadas em 1970, foram publicadas em 2007.

## Obras publicadas
- Prenner, Ljuba (1929). «Skok, Cmok in Jokica». Ljubljana. Jutra (em esloveno) (4). OCLC 440348511. Fairy tale, written under the pseudonym Tetka Metka.[56]
- Prenner, Ljuba (1929). Trojica (em esloveno). Ljubljana: Belo-modra knjižnica. OCLC 441720322[56]
- Prenner, Ljuba (1931). «Pohorska vigred». Ljubljana. Jutra (em esloveno). Romance serializado publicado entre 1930 e 1931 em várias edições.[56]
- Prenner, Ljuba. «Mejniki ali Kronika malega mesta». Trieste, Italy: Žensko dobrodelno udruženje. Revija Ženski svet (em esloveno). Serialização de um romance impresso em várias edições entre 1936 e 1938.[56]
- Prenner, Ljuba (1936). Življenje za hrbtom (em esloveno). Ljubljana: Evalit. OCLC 441710999[56]
- Prenner, Ljuba (1939). Neznani storilec (em esloveno). Ljubljana: Vodnikova družba. OCLC 442569764[56]
- Prenner, Ljuba (1943). Veliki mož (em esloveno). Ljubljana: Slovensko narodno gledališče. OCLC 883930495[56]
- Prenner, Ljuba (1945). Vasovalci (em esloveno). Ljubljana: Samozaložba. OCLC 438941186[57]
- Prenner, Ljuba (1967). Gordijski vozel (em esloveno). Ljubljana: Samozaložba. OCLC 441108789[58]
- Prenner, Ljuba (1988). Slovo od mladosti (Prešeren) (em esloveno) 2 ed. Ljubljana: Slovensko narodno gledališče. OCLC 456163334. Libreto para o balé de ópera escrito em 1947, realizado pela primeira vez por Danilo Švara em 1954 na Ópera de Liubliana e reencenado em 1988. O título inicial era 'Prešeren', que foi alterado antes de estrear para Slovo od mladosti.[59]
- Prenner, Ljuba (2006).  Makuc; Rajšter, Brigita (foreword), eds. Bruc: roman neznanega slovenskega študenta (em esloveno). Slovenj Gradec: Cerdonis. ISBN 978-961-6244-24-4[52]
- Prenner, Ljuba (inverno de 2007). «Moji spomini». Slovenj Gradec: Kulturno društvo Odsevanja Slovenj Gradec. Odsevanja (em esloveno) (67–68): 21–32. ISSN 0351-3661. OCLC 439642154